# Teatre Calderón (Plaça de Sant Agustí Vell)
|  | Per a altres significats, vegeu «Teatre Calderón». |

El Teatre Calderón va ser un teatret ubicat en el núm. 16 de la Plaça de Sant Agustí Vell, de Barcelona. El Diario de Barcelona en dona referències els anys 1855, 1856 i 1857. Era un teatre d'afeccionats on hi actuaven els caps de setmana. A partir de 1856, passa a dir-se Teatre de l'Orient.
Aquest teatre no pot confondre's amb dos altres teatres anomenats Calderón, un situat a la Rambla de Catalunya i l'altre a la Ronda de Sant Antoni.